# Coptosapelta janowskii
Coptosapelta janowskii är en måreväxtart som beskrevs av Theodoric Valeton. Coptosapelta janowskii ingår i släktet Coptosapelta och familjen måreväxter. Inga underarter finns listade i Catalogue of Life.